# Vlachy
Vlachy (węg. Nagyolaszi) – słowacka wieś (obec), znajdująca się na Liptowie, w kraju żylińskim, w powiecie Liptowski Mikułasz. Wieś położona jest nad zbiornikiem wodnym Liptovská Mara, 12 km na zachód od Liptowskiego Mikułasza. Na południe od wsi przebiega trasa europejska E50, łącząca Francję z Rosją.

## Historia i zabytki
Osada powstała po osiedleniu się w niej Walonów z południowej Belgii i Francji, którzy trafili pod Tatry jako zaciężni żołnierze, bądź też jako budowniczowie wczesnogotyckich kościołów na Liptowie i na Spiszu (m.in. Spišské Vlachy). Pierwsza pisemna wzmianka o wsi pochodzi z 1262 r. i związana jest z osobą szlachcica Jána Gallicusa, co jeszcze raz dowodzi związków z Francją. Po pożarze, który spustoszył wioskę w 1914 r., zabudowa jest przeważnie nowoczesna, a resztką dawnej świetności jest XVI-wieczny renesansowy kasztel z charakterystyczną narożną basztą.

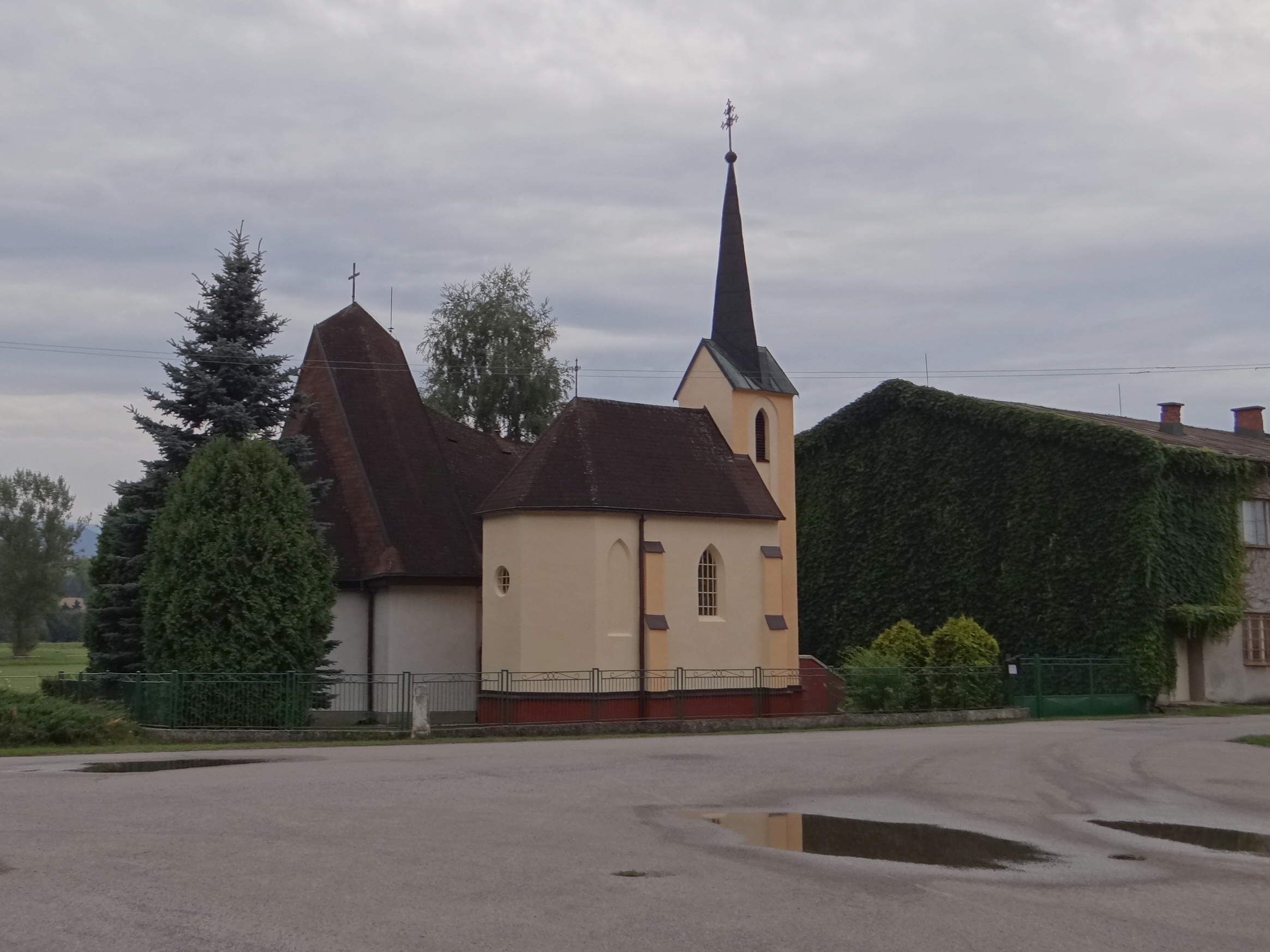
Kościół greckokatolicki
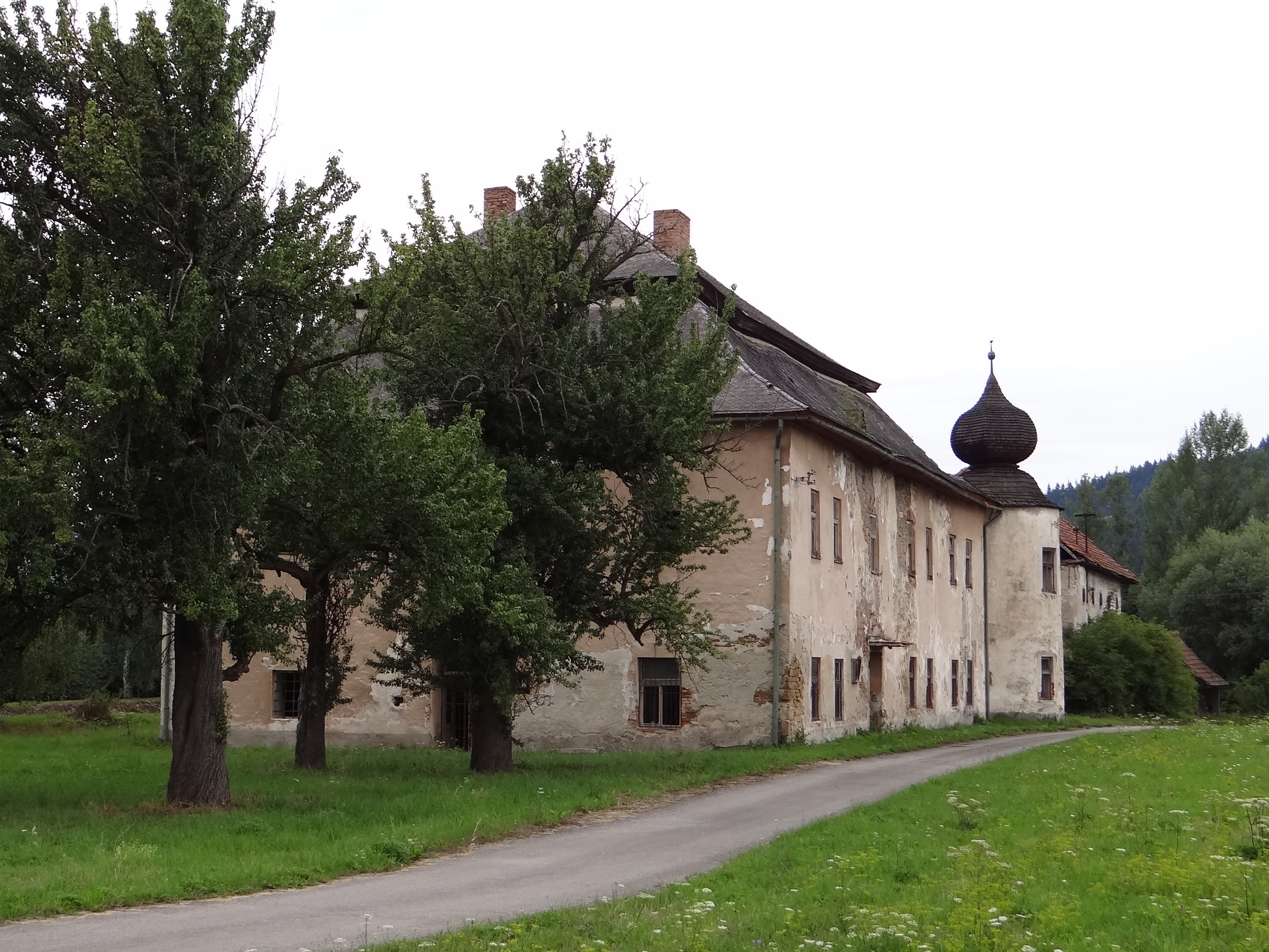
XVI-wieczny kasztel